# Oka-dera

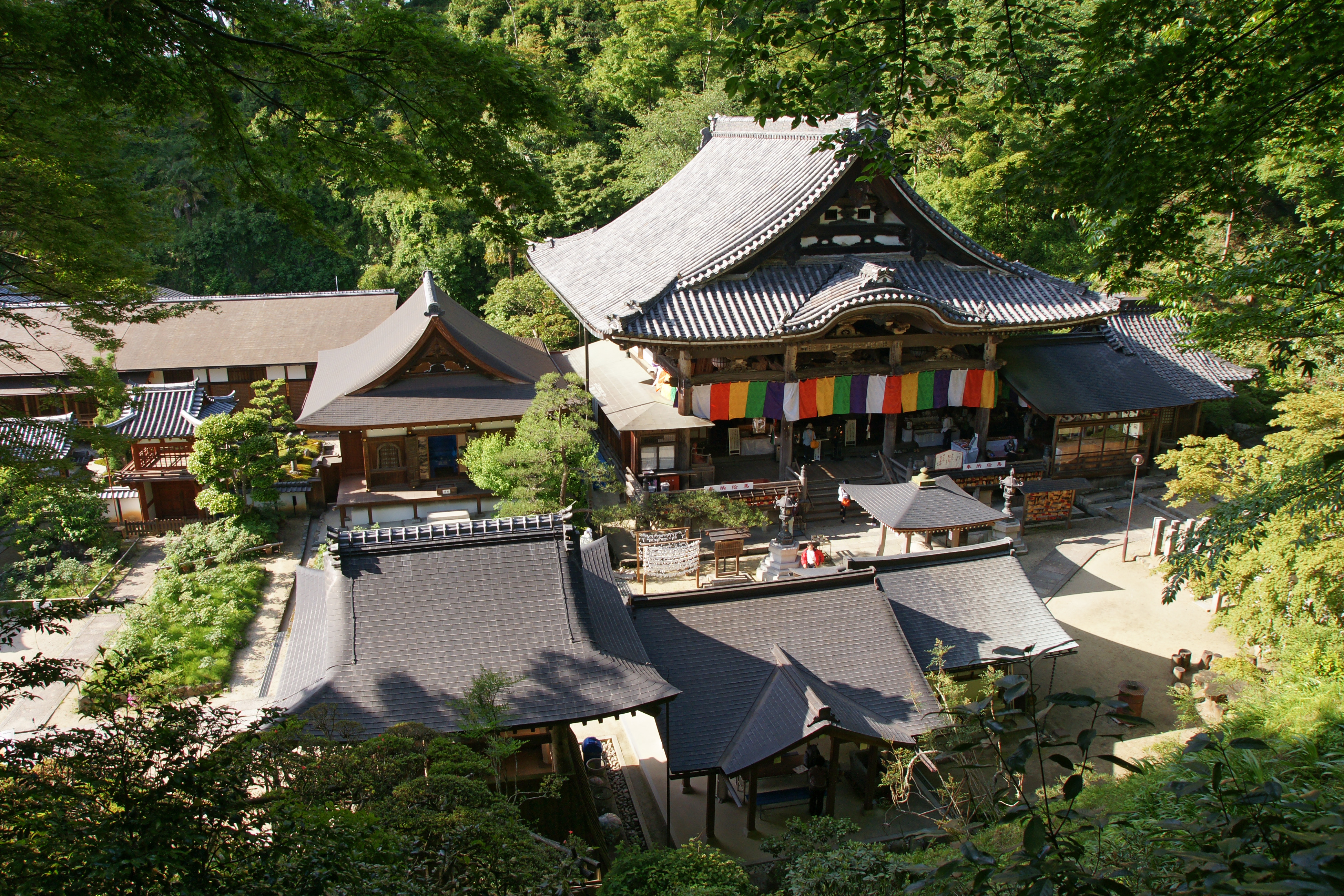
Der Okadera

Der Oka-dera (jap. 岡寺) ist ein buddhistischer Tempel in der Gemeinde Asuka, Präfektur Nara in Japan. 
Sein offizieller Name lautet Ryūgai-ji (龍蓋寺, „Drachen-Verschluss-Tempel“). 
Der Tempel ist mit der Shingon-Buzan-Sekte assoziiert. 
Hauptbildnis des Tempels ist eine Statue des Kannon mit wunscherfüllendem Juwel (Nyoirin-Kannon), Japans größtes Tonbildnis. 
Der Oka-dera ist der siebte Tempel des Saigoku-Pilgerweges (西国三十三箇所, Saigoku sanjūsankasho).

## Übersicht
Der Tempel soll zu Beginn des 8. Jahrhunderts durch den Priester Gien auf dem Gelände des ehemaligen Palastes Okamiya des Prinzen Kusakabe no miko (662–689) errichtet worden sein. 
Keines der Gebäude stammt aus der Gründungszeit. 
Mit dem Bau der heutigen Haupthalle wurde 1805 begonnen. 
Das Eingangstor stammt aus dem Jahr 1612. 
Das Lehrgebäude von 1644 ist als wichtiges Kulturgut eingetragen. 
Ältestes Gebäude ist das Mausoleum Giens aus dem Jahr 1360.
Bei Ausgrabungen im Jahre 2005 wurden Dachziegeln beim auf dem Gelände befindlichen Haruta-Schrein gefunden, was zu einer Klassifizierung des Tempelgeländes als archäologische Stätte führte. 
Die lange im Besitz des Tempels befindliche Statue Giens, in Trockenlack-Technik gearbeitet, ist ein nationaler Kulturschatz und heute Teil der Sammlung des Nara Nationalmuseums.
Der offizielle Name Ryūgai-ji bezieht sich auf die Gründungslegende des Tempels. 
Danach sei die Gegend an der Wende vom 7. zum 8. Jahrhundert durch einen Drachen heimgesucht worden. 
Die verschreckten Bewohner riefen den Priester Gien zu Hilfe, der durch die Kraft seiner buddhistischen Gebetsschnur den Drachen in einen Teich verbannen konnte. 
Der Teich wurde mit einem beschrifteten Stein verschlossen, um ein Entweichen des Drachen zu verhindern. 
Teich und Stein befinden sich auf dem Tempelgelände.
Von Osaka erreicht man den Oka-dera am besten mit den Zügen der Bahngesellschaft Kintetsu. 
Der Kintentsu Minami-osaka/Yoshino Line Express von Abenobashi bedient den Bahnhof Okadera.